# Sun ONE
Sun ONE ist eine Suite von Software Produkten von Sun Microsystems für den Einsatz in mittleren und großen Unternehmen. Die Suite umfasst u. a.
- LDAP Server (Multi-Master fähig, hochskalierend)
- Webserver (inkl. einer Servlet-Engine)
- Application Server (J2EE)
- Meta-Directory (abgekündigt und durch ein Identity Management Produkt ersetzt)
- Portalserver
- Access Manager (webbasiertes Single Sign-on)
- Messaging (SMTP, IMAP Server inkl. Webfrontend)
- Calendar Server

## Grundidee
Mitte Ende der 1990er hatte die Sun|Netscape Allianz eine Reihe von Softwareprodukten im Angebot (Messaging, Portal etc.), von denen jedes Komponenten in unterschiedlichen Versionsständen voraussetzte. Z.B. unterstützte der IMAP Server den LDAP Server in der Version 4.x während der Portalserver schon 5.x verlangte. Dies führte dazu, dass Komponenten mehrfach vorhanden sein mussten. Ziel war es daher, die Produkte und Entwicklungszyklen so zu vereinheitlichen, dass sie auf dieselben sogenannten shared components zurückgreifen. Zu diesen Komponenten gehören nicht nur LDAP Server, sondern auch Bibliotheken (shared libraries).

## Geschichte
Sun ONE (Open Network Environment) war der Nachfolgename der iPlanet Suite (iPlanet war eine Allianz von Netscape und Sun Microsystems). Mittlerweile wurde die Suite in Sun Java Enterprise System umbenannt und merklich erweitert. Zum Sun Java ES gehören neben den oben genannten Komponenten eine vollständige Identity Management Suite sowie CAPS Produkte zum Aufbau einer serviceorientierten Architektur (SOA).